# Polonais et Hongrois sont deux frères
 (février 2025).

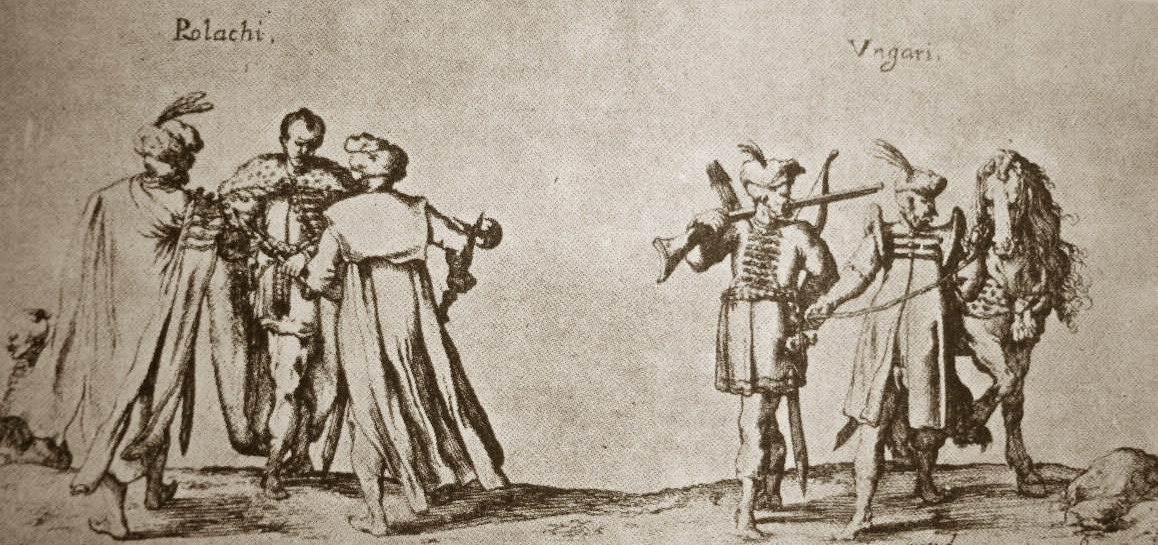
Johann Wilhelm Baur : Hongrois et Polonais (XVIIe siècle) au Musée Czartoryski de Cracovie.

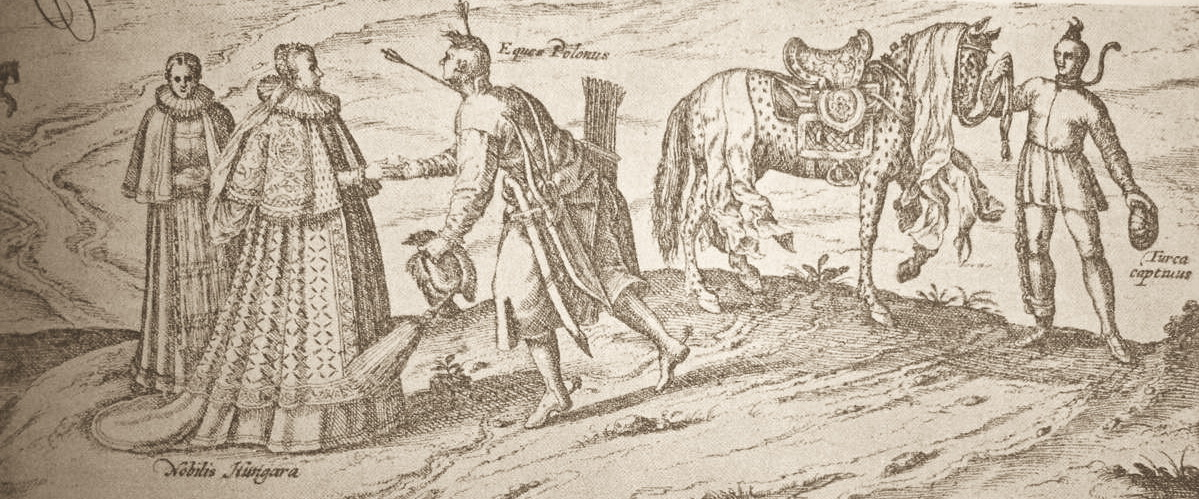
Joris Hoefnagel : Le cavalier polonais et la dame hongroise (XVIIe siècle) au Musée Czartoryski de Cracovie.

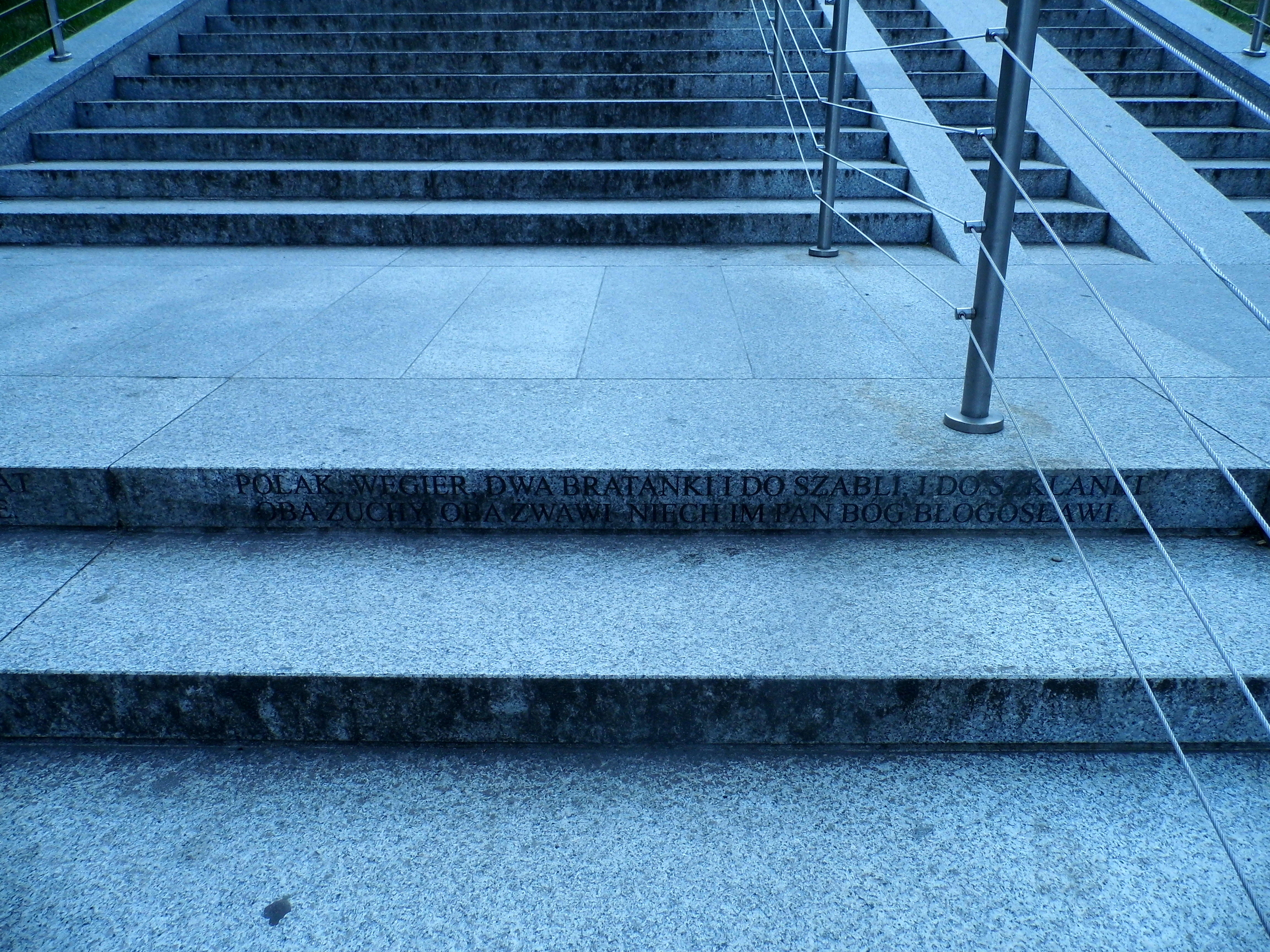
Les escaliers de l'amitié polono-hongroise à Eger.

Le Polonais et le Hongrois sont deux frères, ils lèvent leurs sabres, ils lèvent leurs verres est un proverbe historique que l’on trouve couramment en polonais et en hongrois, une courte comptine parlant de l’étroite amitié entre les nations polonaise et hongroise.

## Le proverbe
Texte polonais intégral :
Polak, Węgier – dwa bratanki,
i do szabli, i do szklanki,
oba zuchy, oba żwawi,
niech im Pan Bóg błogosławi.
Texte hongrois intégral :
Lengyel, magyar – két jó barát,
Együtt harcol s issza borát,
Vitéz s bátor mindkettője,
Áldás szálljon mindkettőre.

## Historique

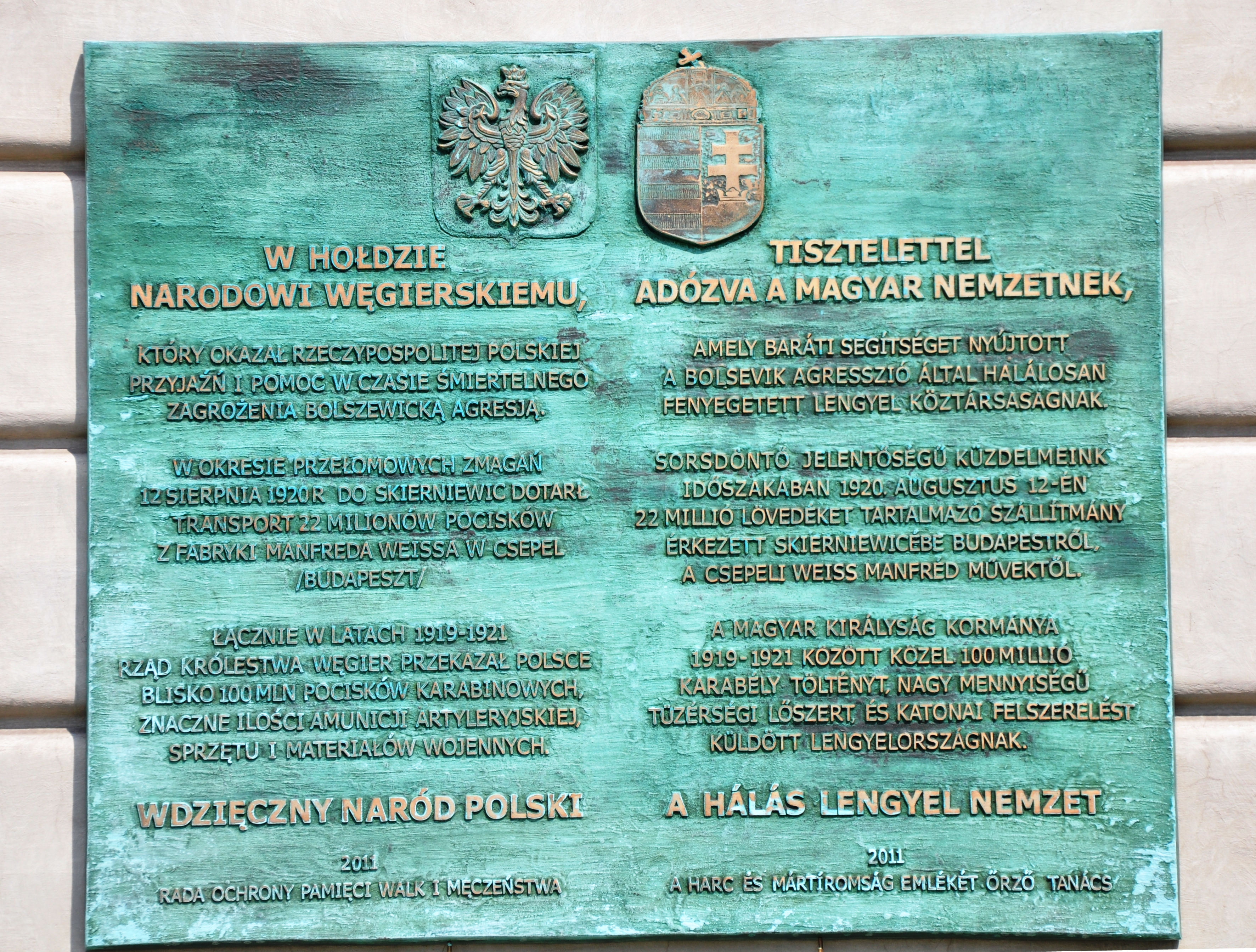
Plaque à Varsovie rendant hommage aux volontaires hongrois ayant combattu dans la guerre soviéto-polonaise de 1920-1921.

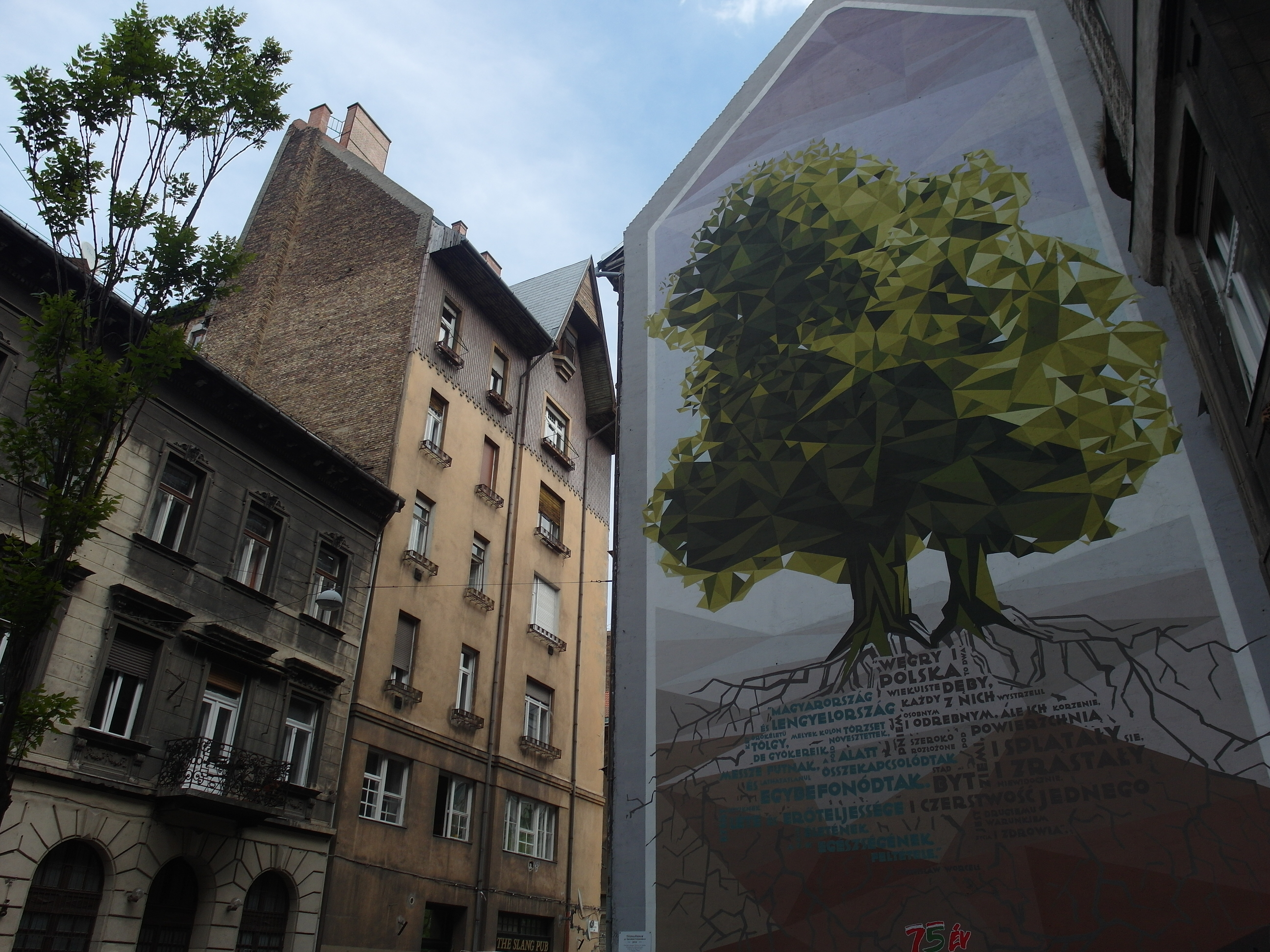
Fresque des « Deux chênes » à Budapest célébrant l'amitié polono-hongroise.

Les Hongrois occupaient une place particulière dans l’opinion des Polonais. Cette sympathie était fondée sur la conviction profonde des Polonais quant à la similitude des caractères nationaux polonais et hongrois, exprimée dans le dicton « Polonais et Hongrois sont deux frères... ». Le proverbe évoque cette une relation spéciale entre deux nations européennes et est unique en ce sens qu'il n'a aucun parallèle dans aucune autre relation, actuelle ou passée, entre deux nations. Le texte original était le suivant : « Un Hongrois, un Polonais, deux frères, et au cheval et au verre. Tous deux sont courageux, tous deux sont vifs, que le Seigneur Dieu les bénisse.
La formule a probablement été créée après la chute de la Confédération de Bar parmi les dirigeants du soulèvement antirusse qui trouvèrent l'asile politique en Hongrie autrichienne à Spisz ou à Prešov. À l'époque de la Confédération de Bar, Prešov devint le siège du Conseil Général (pl), l'autorité suprême de la Confédération. C'est également ici que fut votée, le 13 octobre 1770, la loi de destitution de Stanislas Auguste Poniatowski.
Selon A. Kaczorowski, le dicton se réfère en fait à la Haute-Hongrie, c'est-à-dire, grosso modo, à la Slovaquie actuelle (de la fin du Xe siècle au début du XXe siècle, la Slovaquie faisait partie de la Hongrie ; voir Zeplin, Spisz, Orava, Sarysz, Maurycy Beniowski).
De façon générale, les relations entre la Pologne et la Hongrie sont marquées par une amitié historique profonde. Cette fraternité remonte à l'époque des républiques nobiliaires, où les deux pays partageaient des structures politiques similaires dominées par une noblesse non aristocratique. L'influence mutuelle se manifeste dans la culture, la politique et la sphère militaire, notamment avec l'élection du Hongrois Étienne Báthory comme roi de Pologne en 1576, qui introduisit des réformes militaires et popularisa le sabre hongrois en Pologne. Les relations polono-hongroises sont de fait devenues particulièrement étroites durant le règne de la dynastie des Jagellon en Pologne et en Hongrie. L'historien polonais Krzysztof Baczkowski, qui a analysé la correspondance et les rencontres personnelles entre Polonais et Hongrois à la fin du XVe siècle et dans la première moitié du XVIe siècle, a conclu qu'avec aucun autre voisin les Polonais n'avaient entretenu des contacts aussi « fréquents et animés ». Ceux-ci se sont intensifiés avec le temps, donnant lieu à de nombreuses amitiés solides ainsi qu’à des influences réciproques sur les plans socioculturel, militaire et juridique.
Au fil des siècles, les deux nations ont souvent été des alliées face à des ennemis communs. Des milliers de volontaires polonais et hongrois ont combattu côte à côte lors des révolutions de 1830, 1848 et pendant la guerre soviéto-polonaise de 1919-1921. Durant la Seconde Guerre mondiale, la Hongrie refusa de laisser transiter les troupes allemandes pour attaquer la Pologne, et de nombreux soldats hongrois aidèrent la résistance polonaise lors de l’insurrection de Varsovie en 1944. En retour, lors de la révolution hongroise de 1956, les Polonais apportèrent un soutien massif, envoyant du sang et des fournitures médicales.
Cette amitié perdure jusqu'à nos jours, illustrée par des gestes symboliques comme le retour par la Hongrie de l'armure de la Renaissance du roi polonais Sigismond II Auguste en 2021. Ces liens témoignent d’une solidarité durable, forgée par des siècles d’histoire commune, de luttes partagées et de respect mutuel.
Les opposants à l'idéalisation des relations hongro-polonaises étaient rares. Au XIXe siècle, il s'agissait principalement d'hommes politiques qui visaient l'unification de tous les Slaves sous le sceptre russe (panslavisme). L'homme politique et écrivain historique Michał Czajkowski vel Sadyk Pacha appela ainsi à la réconciliation avec la Russie et à l'unification de tous les Slaves sous le règne du tsar Alexandre II. Cependant, les arguments des panslavistes adressés aussi bien « aux hommes d'État qu'à la jeunesse universitaire » furent rejetés en Galicie (la partie majoritairement polonaise de l'Autriche-Hongrie) : « Que nous parlez-vous des Turcs et des Slaves, nous parlons des Hongrois ; ils sont avec l'Empereur et nous avec eux – eux contre lui et nous avec eux, car vous voyez cela, Messire – un Hongrois, un Polonais, sont deux frères, et au sabre et au verre... ».

## Journée de l'amitié polono-hongroise
Le 12 mars 2007, le parlement hongrois a déclaré le 23 mars Journée de l'amitié entre la Hongrie et la Pologne. Quatre jours plus tard, le parlement polonais a déclaré le 23 mars Journée de l'amitié entre la Hongrie et la Pologne par acclamation.
La Journée de l'amitié est célébrée régulièrement dans les deux pays par des concerts, des festivals et des expositions.

## Inspirations culturelles
- Le groupe hongrois Hungarica (pl) et Andrzej Nowak (pl) (guitariste du groupe TSA (pl)) ont composé une chanson de hard rock polono-hongroise intitulée Lengyel, magyar / Polak, Węgier.
- Le groupe de rock hongrois Republic (en) a enregistré une chanson intitulée Varsó hiába várod qui fait référence au proverbe[13].
- Les rappeurs polonais Niezpozycjani ont enregistré avec le rappeur Domin et Wuem Enecha la chanson Lengyel, Magyar, dans laquelle ils parlent de l'amitié polono-hongroise[14].